# Palaia
Palaia (autrefois « Palaja » ; « Palaria » en latin) est une commune de la province de Pise dans la région Toscane en Italie.

## Administration
| Période                                  | Période  | Identité       | Étiquette       | Qualité |
| ---------------------------------------- | -------- | -------------- | --------------- | ------- |
| 14 juin 2004                             | En cours | Roberto Taddei | Centro-Sinistra |         |
| Les données manquantes sont à compléter. |          |                |                 |         |

### Jumelages
- Pierrevert (France) depuis 2002.

### Hameaux
Alica, Baccanella, Colleoli, Forcoli, Gello, Montacchita, Montanelli, Montechiari, Montefoscoli, Partino, San Gervasio, Toiano, Villa Saletta.

### Communes limitrophes
Capannoli, Montaione, Montopoli in Val d'Arno, Peccioli, Pontedera, San Miniato